# Orchis brancifortii
L'orchide di Branciforti (Orchis brancifortii Biv., 1813) è una  pianta erbacea appartenente alla famiglia delle Orchidacee. Cresce esclusivamente in Sicilia, Sardegna e Calabria.
L'epiteto specifico è un omaggio a Ercole Branciforti, principe di Butera, protettore del botanico siciliano Antonino Bivona Bernardi (1770-1837) che descrisse questa specie nel 1813.

## Descrizione

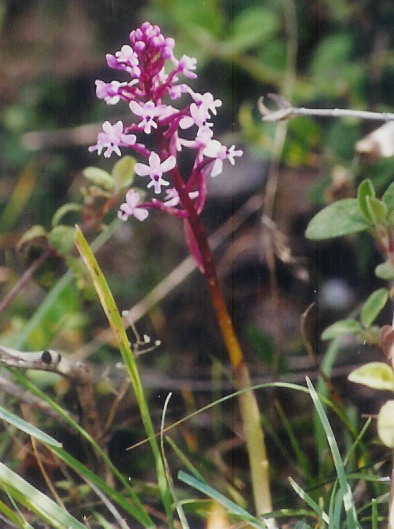

È una pianta esile, con fusto alto 10–25 cm.
Le foglie basali sono ellittico-lanceolate, non maculate, le superiori più strette e avvolgenti il       fusto,  e le brattee violacee, lanceolate.

I fiori, di colore dal rosa al porpora, sono raccolti in dense infiorescenze ovato-cilindriche.
I sepali sono ovati e il mediano è posto verticalmente; i petali formano un casco attorno al ginostemio.
Il labello è trilobato, con lobi laterali divergenti, molto più stretti di quello mediano. Alla base del labello sono presenti due piccole macchie violacee. Lo sperone è sottile e filiforme.
Ne esiste una forma apocromatica interamente bianca.
Fiorisce da aprile a maggio.
Il numero cromosomico di Orchis brancifortii è 2n=42.

## Distribuzione e habitat
È endemica della Sardegna, limitatamente ai rilievi calcarei del settore orientale, e della Sicilia, ove  si ritrova sulle catene montuose settentrionali (Madonie e Nebrodi) e, con stazioni puntiformi, sull'Etna, sugli Iblei e sugli Erei. Ne è nota anche un'unica stazione in Calabria, nei pressi di Stilo.
Cresce nei prati aridi, nelle garighe e nelle macchie, fino ad una altitudine di 1200 m.
Predilige terreni calcarei ed asciutti.